# Krautkaseralm
Die Krautkaseralm ist eine Alm in der Gemarkung Forst Königssee in der Gemeinde Schönau am Königssee.
Zwei Kaser der Krautkaseralm stehen unter Denkmalschutz und sind unter der Nummer D-1-72-132-100 in die Bayerische Denkmalliste eingetragen.

## Baubeschreibung
Der Stangerkaser ist ein erdgeschossiger, überkämmter Blockbau aus Rundholz mit Flachsatteldach und ist bezeichnet mit dem Jahr 1881. Das dreiräumige Kaserstöckl in Blockbauweise im Inneren des Stangerkasers wurde 1679 errichtet.
Der zweite Kaser ist ebenfalls ein eingeschossiger, überkämmter Blockbau mit abgeschlepptem Flachsatteldach, welches zum Teil verschindelt ist. Dieses Gebäude wurde im frühen 19. Jahrhundert erbaut.

## Heutige Nutzung
Die Weiden der Krautkaseralm werden noch landwirtschaftlich genutzt, die Alm ist jedoch nicht bewirtet.

## Lage
Die Krautkaseralm befindet sich am Göll im Skigebiet des Jenner nördlich unter dem Vogelstein auf einer Höhe von etwa 1330 m ü. NN.